# Compactación (geología)
En sedimentología, la compactación es el proceso por el cual un sedimento pierde progresivamente su porosidad debido a los efectos de la presión de la carga. Esto forma parte del proceso de litificación. Cuando una capa de sedimento se deposita originalmente, contiene un marco abierto de partículas con el espacio de los poros generalmente lleno de agua. A medida que se deposita más sedimento sobre la capa, el efecto de la carga aumentada es aumentar las tensiones de partícula a partícula, lo que resulta en una reducción de la porosidad principalmente a través de un empaquetamiento más eficiente de las partículas y, en menor medida, a través de la compresión elástica y la disolución por presión. La porosidad inicial de un sedimento depende de su litología. Las lutitas comienzan con porosidades de >60%, las areniscas típicamente ~40% y los carbonatos a veces tan altos como 70%. Los resultados de los pozos de exploración de hidrocarburos muestran claras tendencias de reducción de la porosidad con la profundidad. La estimación de la tendencia de compactación y el proceso de descompactación son útiles para analizar la evolución numérica de la cuenca (por ejemplo, hundimiento) y evaluar los depósitos de hidrocarburos y los depósitos geológicos.
En sedimentos compactados bajo peso propio, especialmente en cuencas sedimentarias, los perfiles de porosidad a menudo muestran una disminución exponencial, llamada ley de Athy como lo mostró por primera vez Athy en 1930. Una investigación obtuvo una solución matemática analítica para mostrar la base teórica de la ley de Athy. Este proceso puede observarse fácilmente en experimentos y utilizarse como una buena aproximación a muchos datos reales.

## Compactación diferencial
Si hay una variación en el espesor y la compactabilidad de una secuencia, la carga por depósitos posteriores dará lugar a cantidades de compactación que varían espacialmente. Esta forma de compactación es función de la litología del sedimento base. Tanto el espesor como la estructura de la secuencia posterior serán controlados por la geología subyacente en ausencia de tectónica activa. Los bloques de fallas inclinados enterrados en una cuenca de rift a menudo producen grandes cierres anticlinales en la sección posterior a la ruptura que pueden formar trampas para hidrocarburos, por ejemplo, el campo Daqing, el campo petrolero más grande de la República Popular China, en la cuenca de Songliao. 